# Ibrahim Maza
Ibrahim Maza (Berlín, 24 de noviembre de 2005) es un futbolista argelino nacido en Alemania. Juega de mediocentro ofensivo y su equipo actual es el Hertha Berlín de la 2. Bundesliga, segunda categoría del fútbol alemán.

## Trayectoria
Desde el 2016 se incorporó a las categorías juveniles de Hertha Berlín y realizó su formación en las diferentes categorías.
Debutó como profesional el 30 de abril de 2023, el entrenador Pál Dárdai lo hizo ingresar al minuto 65 para enfrentar a Bayern Múnich y perdieron 2-0 en el Allianz Arena ante 75000 espectadores. El 27 de mayo tuvo de nuevo minutos, en la última fecha del torneo, ingresó al comienzo del segundo tiempo con el partido 1-0 contra Wolfsburgo, convirtió su primer gol oficial y finalmente ganaron 1-2. Con 17 años, 6 meses y 3 días se transformó en el futbolista más joven en convertir para Hertha Berlín.
Su equipo finalizó el torneo en último lugar, por lo que descendió de categoría.

## Selección nacional

### Juveniles
Ha sido internacional con la selección de fútbol de Alemania en las categorías juveniles sub-18, sub-19 y sub-20.
Debutó con los Teutones el 21 de septiembre de 2021, en la sub-18, fue titular contra República Checa y ganaron 0-4. Dos meses después volvieron a jugar contra los checos, anotó su primer gol con la selección y empataron 1-1.
En marzo de 2024 jugó 3 partidos de clasificación al Campeonato Europeo Sub-19, convirtió 1 gol y brindó 1 asistencia pero finalizaron el grupo en última posición. Durante septiembre tuvo minutos en 2 amistosos sub-20, en lo que fue su última participación con la selección de Alemania.

### Absoluta
Fue convocado por primera vez a la selección absoluta de Argelia para las fechas FIFA de octubre de 2024. Debutó con los argelinos el 10 de octubre, el entrenador Vladimir Petković lo colocó en los minutos finales contra Togo en la clasificación a la Copa África, ganaron 5-1 ante 60000 espectadores en el Estadio 19 de Mayo de 1956.
Volvió a ser convocado en marzo de 2025, esta vez para la clasificación para la Copa Mundial. Tuvo minutos contra Mozambique, que fue otro triunfo 5-1.

## Estadísticas

### Clubes
Actualizado al último partido disputado el 25 de abril de 2025.
| Club                           | Div.          | Temporada     | Liga  | Liga  | Liga   | Copas nacionales | Copas nacionales | Copas nacionales | Copas internacionales | Copas internacionales | Copas internacionales | Total | Total | Total  |
| Club                           | Div.          | Temporada     | Part. | Goles | Asist. | Part.            | Goles            | Asist.           | Part.                 | Goles                 | Asist.                | Part. | Goles | Asist. |
| ------------------------------ | ------------- | ------------- | ----- | ----- | ------ | ---------------- | ---------------- | ---------------- | --------------------- | --------------------- | --------------------- | ----- | ----- | ------ |
| Hertha Berlín S. C. · Alemania | 1.ª           | 2022-23       | 2     | 1     | 0      | -                | -                | -                | —                     | —                     | —                     | 2     | 1     | 0      |
| Hertha Berlín S. C. · Alemania | 2.ª           | 2023-24       | 13    | 1     | 2      | -                | -                | -                | —                     | —                     | —                     | 13    | 1     | 2      |
| Hertha Berlín S. C. · Alemania | 2.ª           | 2024-25       | 30    | 5     | 5      | 3                | 2                | 0                | —                     | —                     | —                     | 33    | 7     | 5      |
| Hertha Berlín S. C. · Alemania | Total club    | Total club    | 45    | 7     | 7      | 3                | 2                | 0                | 0                     | 0                     | 0                     | 48    | 9     | 7      |
| Total carrera                  | Total carrera | Total carrera | 45    | 7     | 7      | 3                | 2                | 0                | 0                     | 0                     | 0                     | 48    | 9     | 7      |
| 1.                             |               |               |       |       |        |                  |                  |                  |                       |                       |                       |       |       |        |

### Selección
Actualizado al último partido disputado el 25 de marzo de 2025.
| Selección         | Temporada         | Continental | Continental | Continental | Mundial | Mundial | Mundial | Amistosos | Amistosos | Amistosos | Total | Total | Total  |
| Selección         | Temporada         | Part.       | Goles       | Asist.      | Part.   | Goles   | Asist.  | Part.     | Goles     | Asist.    | Part. | Goles | Asist. |
| ----------------- | ----------------- | ----------- | ----------- | ----------- | ------- | ------- | ------- | --------- | --------- | --------- | ----- | ----- | ------ |
| Sub-18 · Alemania | 2022-23           | —           | —           | —           | —       | —       | —       | 8         | 3         | 1         | 8     | 3     | 1      |
| Sub-18 · Alemania | Total sel.        | 0           | 0           | 0           | 0       | 0       | 0       | 8         | 3         | 1         | 8     | 3     | 1      |
| Sub-19 · Alemania | 2023-24           | 3           | 1           | 1           | —       | —       | —       | 0         | 0         | 0         | 3     | 1     | 1      |
| Sub-19 · Alemania | Total sel.        | 3           | 1           | 1           | 0       | 0       | 0       | 0         | 0         | 0         | 3     | 1     | 1      |
| Sub-20 · Alemania | 2024              | —           | —           | —           | —       | —       | —       | 2         | 0         | 0         | 2     | 0     | 0      |
| Sub-20 · Alemania | Total sel.        | 0           | 0           | 0           | 0       | 0       | 0       | 2         | 0         | 0         | 2     | 0     | 0      |
| Absoluta Argelia  | 2024              | 1           | 0           | 0           | —       | —       | —       | -         | -         | -         | 1     | 0     | 0      |
| Absoluta Argelia  | 2025              | 1           | 0           | 0           | —       | —       | —       | 0         | 0         | 0         | 1     | 0     | 0      |
| Absoluta Argelia  | Total sel.        | 2           | 0           | 0           | 0       | 0       | 0       | 0         | 0         | 0         | 2     | 0     | 0      |
| Total selecciones | Total selecciones | 5           | 1           | 1           | 0       | 0       | 0       | 10        | 3         | 1         | 15    | 4     | 2      |
| 1.                |                   |             |             |             |         |         |         |           |           |           |       |       |        |